# فرانسواز نيسن
فرانسواز آن غابرييل نيسن (بالفرنسية :Françoise Anne Gabrielle Nyssen) هي ناشرة وسياسية فرنسية وبلجيكية، وُلدت في التاسع من شهر يونيو (حزيران) عام 1951 في إيتربيك. تشغل منذ الخامس عشر من شهر مايو (آيار) عام 2017 منصب وزيرة الثقافة في حكومة فيليب الثانية.

## حياتها
فرانسواز نيسن عي ابنه الناشر والكاتب الفرنسي البلجيكي هوبرت نيسن وكرستين لابوف. درست نيسن الكمياء في جامعة بروكسل الحرة والتخطيط المدني في معهد سانت لوك من عام 1975 حتى عام 1978. عملت كموظفة في وزارة البيئة البلجيكية. في عام 1980 انتقلت مع والدها إلى مدينة آرل أينما اسس دار نشر أكتس سود (Actes Sud) التي تولت نيسن إدارتها منذ عام 1987 وفيما بعد تشاركت الإدارة مع زوجها الثاني جان بول كابيتان إضافة إلى شخص آخر.
تهتم نيسن بالسياسة الفرنسية و دعمت سيغولين رويال مُرشحة الحزب الاشتراكي خلال الانتخابات الرئاسية الفرنسية 2007، أما في الانتخابات الرئاسية الفرنسية 2017 دعمت إيمانويل ماكرون الذي فاز فيما بعد. تم تعينها لمنصب وزيرة الثقافة في حكومة فيليب في مايو (آيار) عام 2017 .
لدى نيسن خمسة أولاد و اقدم أحدهم على الانتحار. في عام 2014 اسست مدرسة بالقرب من آرل للأطفال الذين يواجهون مشاكل في التعليم كما أن نظام الحصص في المدرسة فائم على نظام فالدورف.
عُينت نيسن لمنصب قائدة وسام الفنون والآداب الفرنسي في عام 2008 و في عام 2010 مسؤولة عن وسام جوقة الشرف و في عام 2017 قائدة وسام الاستحقاق الوطني .

## روابط خارجية
- فرانسواز نيسن على موقع مونزينجر (الألمانية)